# Skallmeja kyrka
Skallmeja kyrka är en kyrkobyggnad som sedan 2006 tillhör Ardala församling (tidigare Skallmeja församling) i Skara stift. Den ligger i kyrkbyn Skallmeja i västra delen av Skara kommun.

## Kyrkobyggnaden
Skallmeja kyrka uppfördes under åren 1864-1868 i empirestil med nyromanska detaljer på en kulle i kyrkbyn Skallmeja. Kyrkan ersatte en äldre medeltida kyrka som var byggd på samma plats, som vid en inventering 1828 uppgavs ha torn och sakristia. 
År 1913 renoverades kyrkan. Innerdörrar installerades i syd och västporten och kyrkan ommålades invändigt. Takteglet byttes mot skiffer, efter det att församlingens önskan om ett tak i eternit underkänts av byggnadsstyrelsen. Församlingen ville även ta tillbaks föremål från den gamla kyrkan till kyrkorummet, men inte heller detta godkändes.
Omkring 1947 installerades ett nytt värmesystem, målades invändig målning och ett korfönster sattes igen invändigt för att kunna omplacera inventarierna. Bland annat uppsattes altaruppsatsen på den södra långhusväggen.
En renovering genomfördes 1968 efter ritningar av Lars Rune Bengtsson. Portarna täcktes med kopparplåt, istället för järnplåt som tidigare. Dopaltaret byttes ut mot ett nytt och kyrkan fick sin nuvarande färgsättning. Det förhöjda korgolvet utvidgades och altaruppsatsen försåg med ett underrede.
Vid arkitekt Lars Rune Bengtssons renovering 1968 täcktes portarna med kopparplåt istället för med järnplåt som tidigare. Dopaltaret utbyttes mot ett nytt och kyrkan fick sin nuvarande färgsättning, det förhöjda korgolvet utvidgades och altaruppsatsen försåg med ett underrede. I sakristian murades ett fönster igen, ett nytt innertak installerades och nya inventarier i form av nytt altare och nya skåp installerades. Vapenhuset fick nytt kalkstensgolv och en torrtoalett.
Fasaden omputsades omkring 1999.

## Inventarier
- En tidigmedeltida dopfunt.
- Åtta senmedeltida helgonbilder som hittades på vinden vid 1918 års inventering.
- En tronande madonnaskulptur från omkring 1250 utförd i ek. Höjd 98 cm.[1] Förvaras på Västergötlands museum.
- Mässhake från början an 1500-talet av italiensk brokad i guld och rött som numer finns på Västergötlands museum.
- En skulptur av Kristus som smärtoman i form av ett triumfkrucifix, möjligen från tidigt 1300-tal, tillverkad av en lokal konsthantverkare.
- Altaruppsats från 1736 som restaurerades 1937 K J R Johansson.

### Klockor
- Storklockan är gjuten av Eric Näsman 1725.
- Lillklockan är hög och smal och av en primitiv senmedeltida typ eller möjligen något senare. Den saknar inskrifter.[2]

Klockringningen automatiserades år 1971.

### Orgel
Den nuvarande pneumatiska orgeln är tillverkad 1925 av Nordfors och Co, Lidköping. Den har sju stämmor fördelade på manual och pedal. Fasaden av Carl Axel Härngren från 1894 är stum.
| Manual            | Pedal      | Koppel     |
| Borduna 16´       | Subbas 16´ | Man/Ped    |
| Principal 8´      |            | Man 4'/Man |
| Rörflöjt 8'       |            |            |
| Salicional 8'     |            |            |
| Gamba 8'          |            |            |
| Oktava 4'         |            |            |
| Crescendosvällare |            |            |

## Bilder

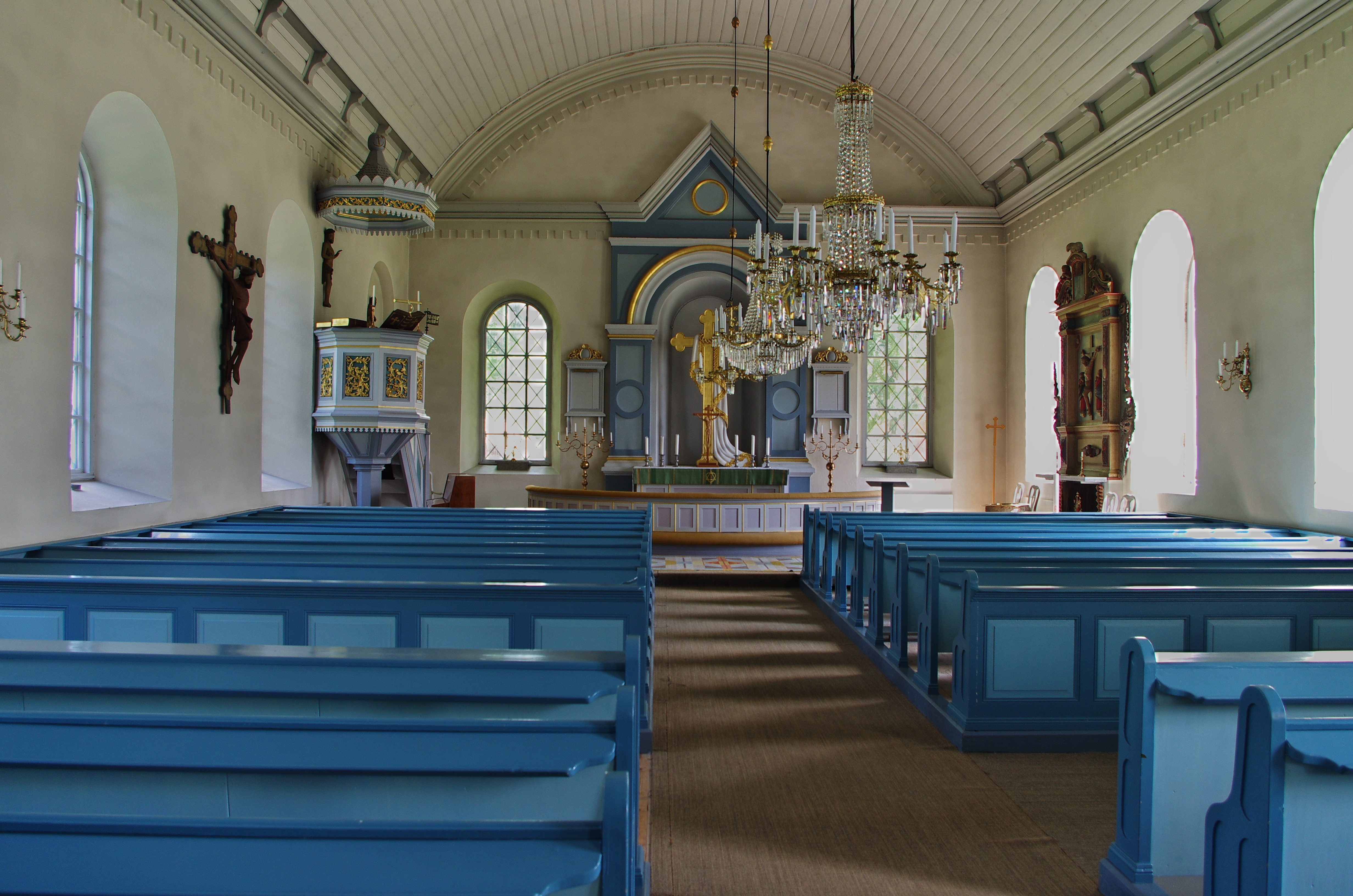
Interiör mot koret
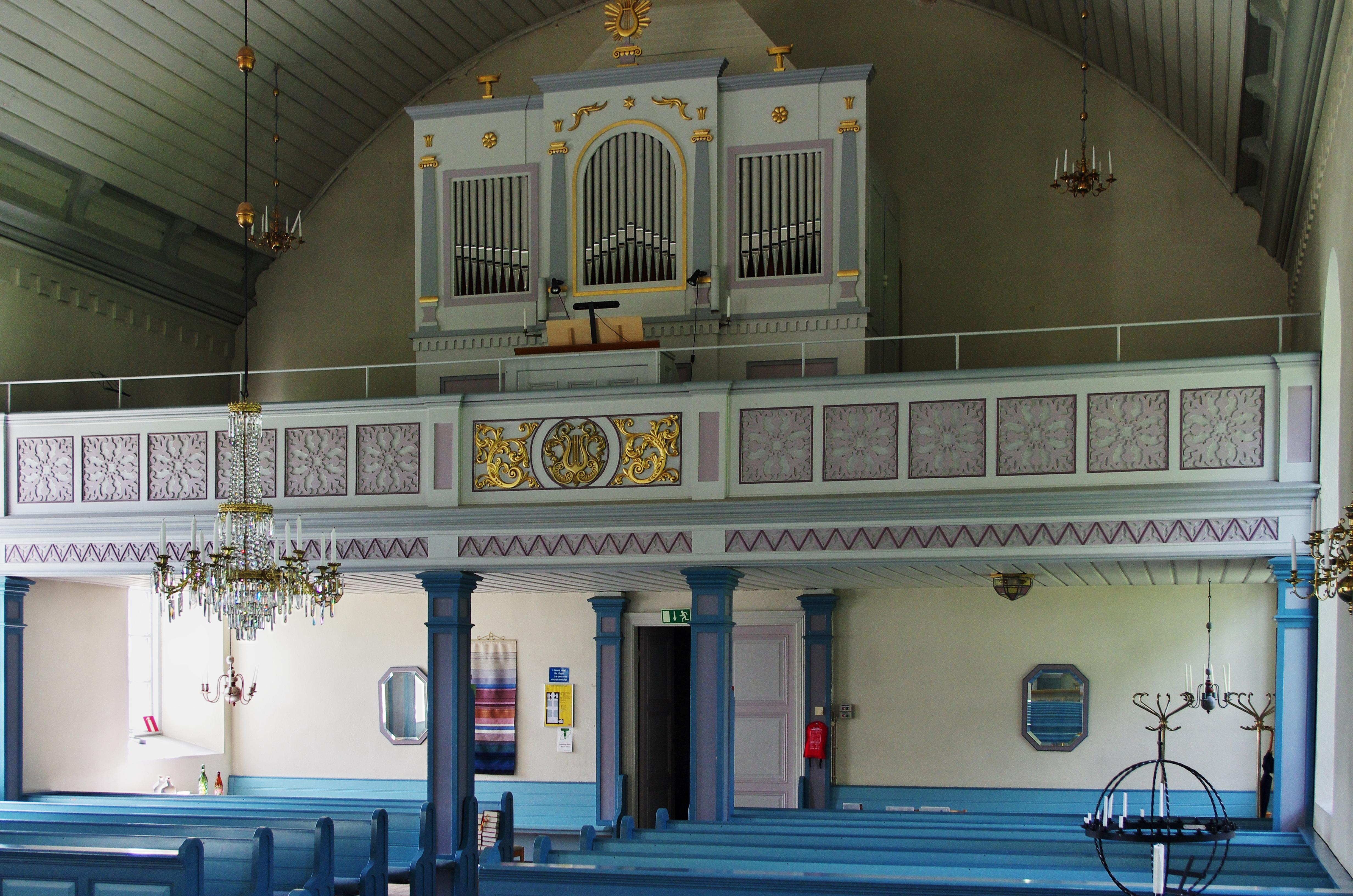
Interiör mot orgelläktaren
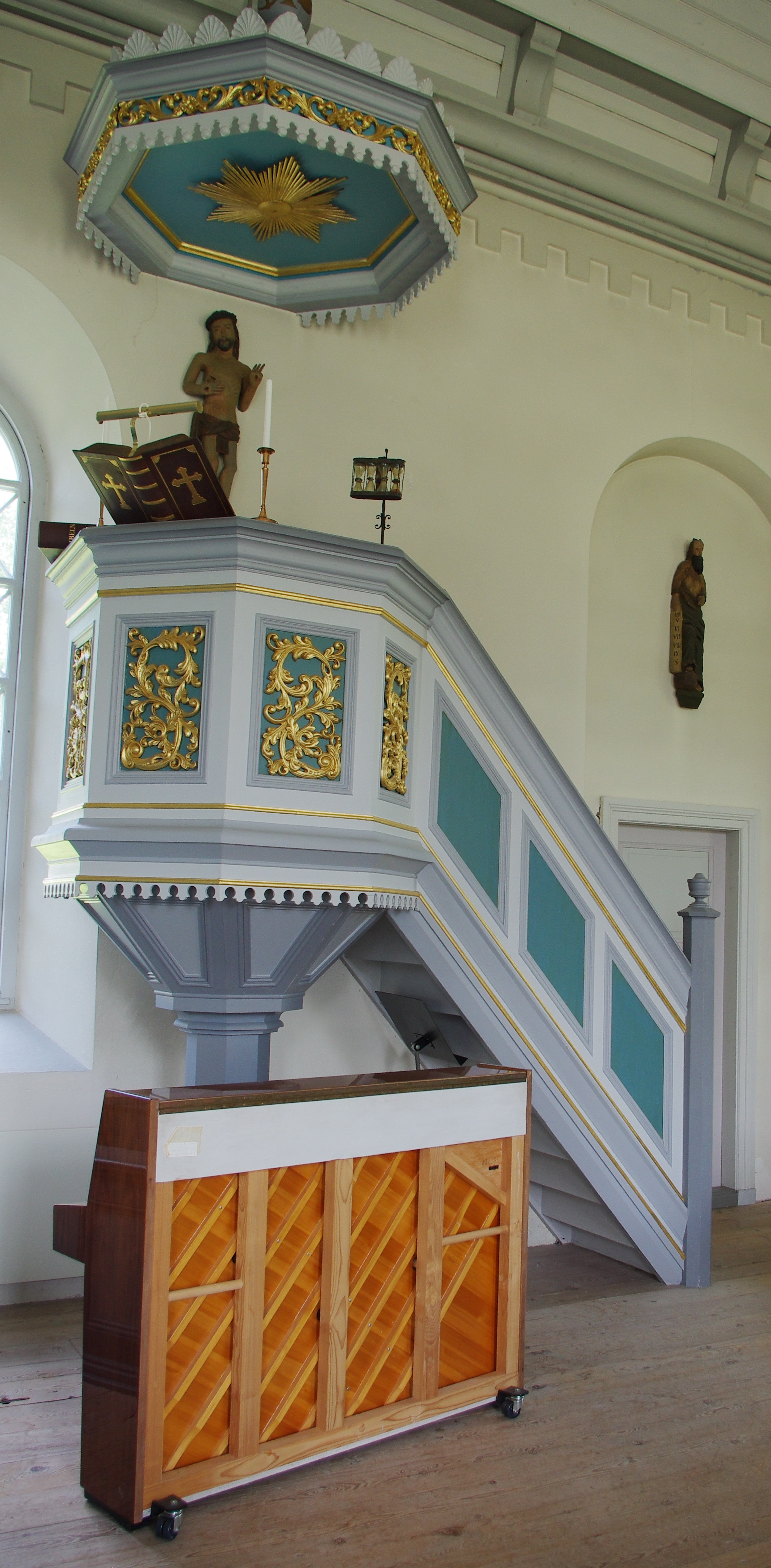
Predikstolen
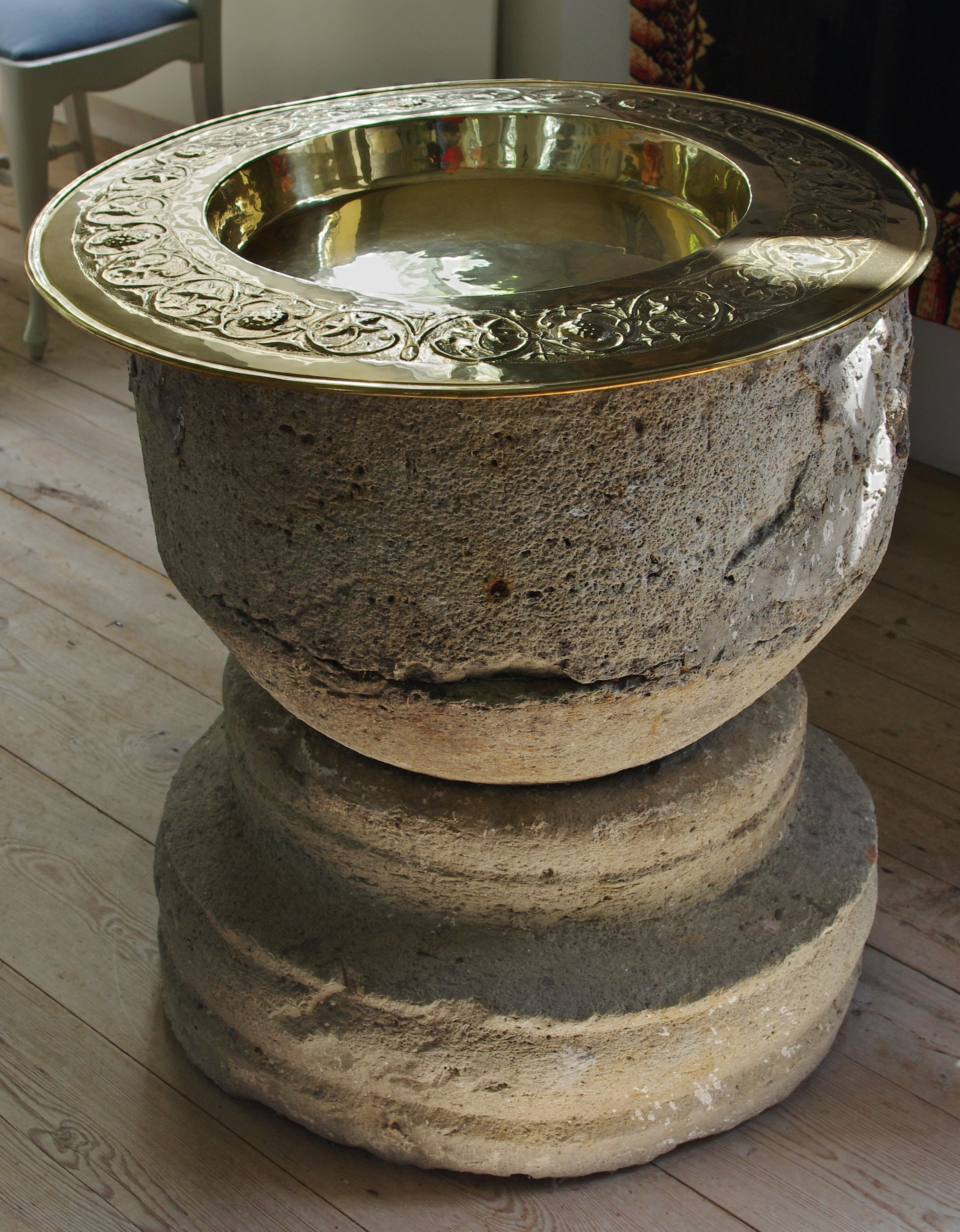
Dopfunten
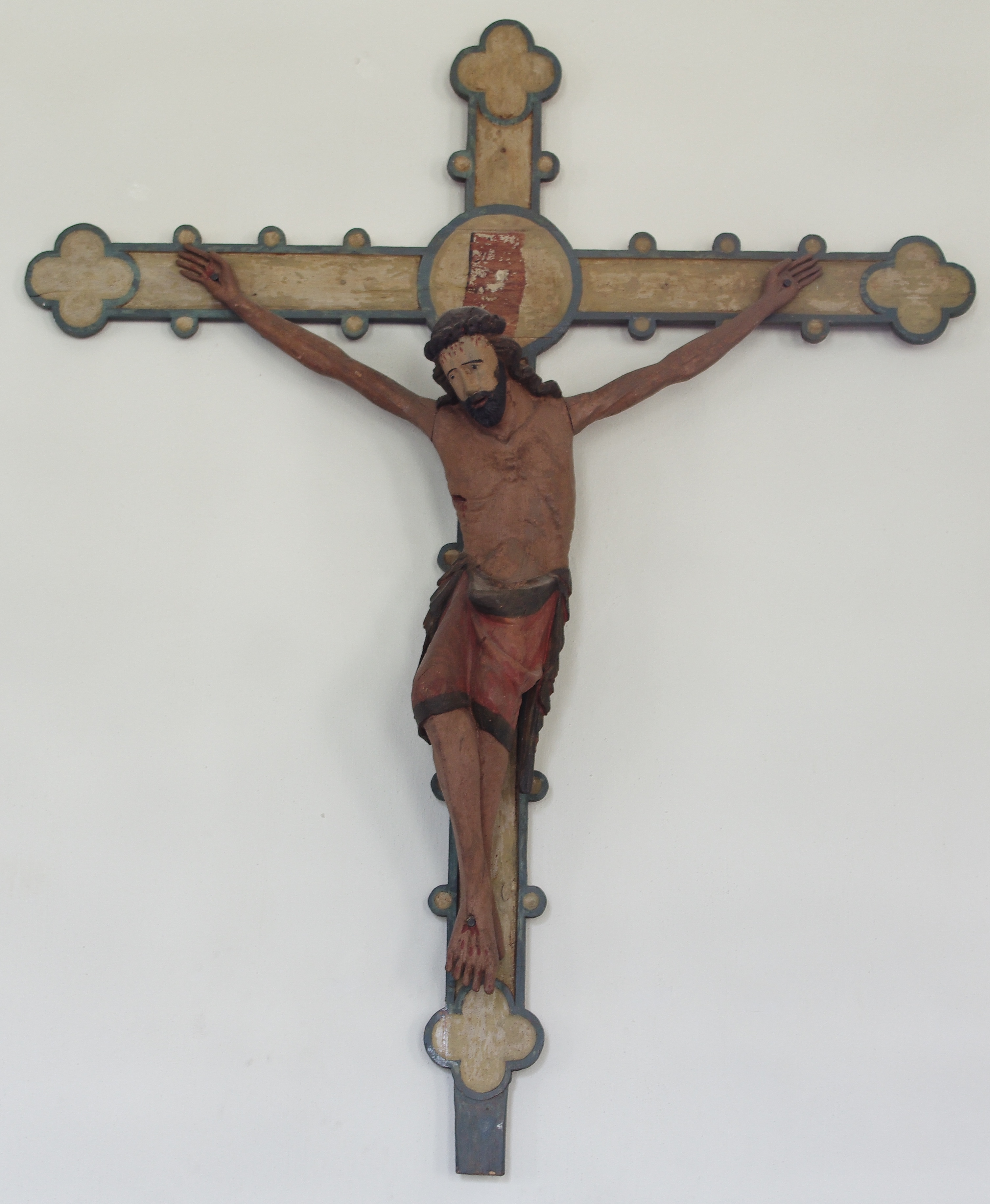
Triumfkrucifix